# U 966
U 966 war ein deutsches U-Boot vom Typ VII C, ein sogenanntes „Atlantikboot“, das durch die Deutsche Kriegsmarine während des U-Boot-Krieges im Zweiten Weltkrieg im Nordatlantik und in der Biskaya eingesetzt wurde. 

## Technische Daten
Ein VII C-Boot wurde bei der Überwasserfahrt von zwei 1400 PS starken Dieselmotoren angetrieben und erreichte eine Geschwindigkeit von 17 kn. Unter Wasser konnte so ein U-Boot mithilfe der zwei Elektromotoren mit je 375 PS 7,6 kn Fahrt machen. Die Leistungskraft der Batterien ermöglichte diese Höchstgeschwindigkeit bei der Unterwasserfahrt allerdings nur für eine Stunde. Bei geringerer Geschwindigkeit konnte das Boot theoretisch bis zu drei Tage unter Wasser fahren.
Als VII C-Boot hatte auch U 966 an der Oberfläche eine Wasserverdrängung von 769 t und unter Wasser 871 t. Es war insgesamt 67,1 m lang, 6,2 m breit, 9,6 m hoch mit einem 50,5 m langen Druckkörper und hatte einen Tiefgang von 4,74 m. Das in der Hamburger Werft Blohm & Voss gebaute U-Boot wurde von zwei Viertakt-Dieselmotoren F46 mit je 6 Zylindern und Ladegebläse der Kieler Germaniawerft mit einer Leistung von 2060 bis 2350 kW, bei Unterwasserbetrieb mit zwei Elektromotoren GU 460/8–27 von AEG mit einer Leistung von 550 kW angetrieben. Es hatte zwei Antriebswellen mit zwei 1,23 m großen Schiffsschrauben. Das Boot war zum Tauchen bis in Tiefen von 230 m geeignet.
U 966 war mit fünf 53,3-cm-Torpedorohren – vier am Bug und eins am Heck – und vierzehn Torpedos, einer 8,8-cm-Kanone SK C/35 mit 220 Schuss Munition, einer 3,7-cm-FlaK M42 18/36/37/43 und zwei 2-cm-FlaK C/30 ausgestattet.
Wie die meisten deutschen U-Boote seiner Zeit trug auch U 966 ein bootsspezifisches Zeichen, das üblicherweise von der Besatzung im Rahmen der Ausbildungszeit selbst ausgewählt und entworfen wurde. Die Boote führten diese Symbole, meistens Wappen, am U-Boot-Turm. Eine kleinere Variante, oft aus Messing, wurde von der Besatzung an Uniformmützen und Schiffchen getragen. Bei U 966 handelte es sich hierbei um ein Wappen mit einem Kegel und einer Kugel. Darüber stand der Kegler-Spruch „Gut Holz“. Der Entwurf ging auf eine typische Äußerung des Kommandanten zurück, der seine Besatzung während der Ausbildungszeit oft als „müden Kegelverein“ bezeichnete.

## Einsatz und Geschichte
Vom 4. April bis zum 31. Juli 1943 fuhr U 966 als Ausbildungsboot bei der 5. U-Flottille. Ab dem 1. August 1943 wurde das Boot von der 9. U-Flottille als Frontboot eingesetzt. Am 5. Oktober 1943 lief Kommandant Wolf mit U 966 zu seiner ersten Unternehmung mit diesem Boot von Trondheim in Richtung des vorgesehenen Operationsgebiets im mittleren Nordatlantik aus.

### Verlust des Bootes
Am Morgen des 10. Novembers 1943 wurde U 966 durch einen Wellington-Bomber der 612th Squadron der RAF und zwei Liberator-Bomber der US Navy entdeckt und mit Wasserbomben attackiert. Die Besatzung des Bootes verteidigte sich mit Flak-Feuer und schoss den angreifenden Wellington-Bomber ab. Später am gleichen Tag attackierte eine weitere Liberator, diesmal geflogen von einer Crew der tschechoslowakischen Exilarmee der No. 311 Squadron RAF, das Boot mit Raketen. Unter dem Eindruck der nachhaltigen Beschädigungen infolge der Wasserbomben- und Raketentreffer beschloss Kommandant Wolf, sich aus dem Gefecht zurückzuziehen und  U 966 selbst zu versenken. Das Boot wurde in seichten Gewässern vor der spanischen Küste auf Grund gelegt und anschließend durch die eigene Besatzung gesprengt. 42 Mitglieder der 50-köpfigen Besatzung überlebten den Untergang von U 966. Die spanische Regierung bewertete die deutschen Seeleute nicht als Schiffbrüchige, sondern stufte sie als Kombattanten ein. Infolgedessen wurde die überlebende Besatzung in ein Internierungslager verbracht. Die Toten ruhen auf dem Soldatenfriedhof Cuacos de Yuste.
Im Sommer 2018 fanden Taucher das Wrack des Bootes.
Der Fundort von U966 liegt in einem schwer zugänglichen Bereich, an dem das Meer sehr ruhig sein muss, um dorthin gelangen zu können. Die Überreste befinden sich in 24 bis 26 Metern Tiefe.